# 기리보이
기리보이(GIRIBOY, 본명: 홍시영, 1991년 1월 24일~)는 대한민국의 래퍼이다. 2011년, 저스트뮤직 계약과 동시에 디털 싱글 "《You Look So Good To Me》"로 데뷔를 하였다. 데뷔 이후 많은 화제를 불러일으키고 ‘I4P 개인 옷 브랜드도 설립하여 많은 이익을 얻고있다.
또한 위더플럭 레코즈의 공동 대표 및 저스트뮤직 부사장 겸 우주비행 (WYBH)의 수장이다.
시그니쳐 사운드는 "G R" 또는 "G R BOY"였지만, 최근 그의 컴퓨터에서 시그니쳐 사운드를 삭제했다고 한다. 하지만, 그가 프로듀싱한 그의 신곡 눈이 오던 날 (Feat.SOLE)에서 그의 시그니쳐 사운드 "G R"이 나왔다.

## 학력
- 서울초당초등학교(졸업)
- 신방학중학교(졸업)
- 창동고등학교(졸업)
- 국제예술대학교 실용음악학과(전문학사)

## 음반

### 정규 앨범
| 앨범 번호 | 앨범 타이틀              | 발매일           |
| --------- | ------------------------ | ---------------- |
| 1집       | 《육감적인 앨범》        | 2014년 1월 20일  |
| 2집       | 《성인식》               | 2015년 3월 17일  |
| 3집       | 《기계적인 앨범》        | 2016년 5월 31일  |
| 4집       | 《졸업식》               | 2017년 12월 20일 |
| 5집       | 《공상과학음악》         | 2018년 9월 22일  |
| 6집       | 《100년제전문대학》      | 2019년 6월 10일  |
| 7집       | 《치명적인 앨범 III》    | 2019년 12월 2일  |
| 8집       | 《9컷》                  | 2020년 12월 23일 |
| 9집       | 《avante》               | 2021년 10월 14일 |
| 10집      | 《소설 쓰고 자빠졌네》   | 2023년 10월 26일 |
| 11집      | 《제가 말주변이 없어서》 | 2025년 4월 10일  |

### 미니 앨범
| 앨범 번호 | 앨범 타이틀                              | 발매일           |
| --------- | ---------------------------------------- | ---------------- |
| 1         | 《치명적인 앨범》                        | 2012년 6월 19일  |
| 2         | 《치명적인 앨범 II》                     | 2012년 12월 4일  |
| 3         | 《외롬적인 4곡》                         | 2015년 9월 1일   |
| 4         | 《글쎄...(Cliche)》                      | 2016년 4월 15일  |
| 5         | 《기본적인 3곡》                         | 2016년 5월 17일  |
| 6         | 《신고식 5곡》                           | 2017년 4월 4일   |
| 7         | 《3곡》                                  | 2018년 5월 26일  |
| 8         | 《hightechnology》                       | 2018년 7월 22일  |
| 9         | 《hightechnology : 3곡 & Instrumentals》 | 2018년 8월 30일  |
| 10        | 《공상과학음악 : 결말》                  | 2018년 11월 24일 |
| 11        | 《땡큐》                                 | 2018년 12월 28일 |
| 12        | 《KGVOVC from wybh vol.1》               | 2019년 1월 24일  |

### 싱글 앨범
| 앨범 번호 | 앨범 타이틀                             | 발매일           |
| --------- | --------------------------------------- | ---------------- |
| 1         | 《You Look So Good To Me》              | 2011년 11월 18일 |
| 2         | 《얼굴에 다 써 있네요》                 | 2012년 3월 2일   |
| 3         | 《내 몸이 불 타 오르고 있어 19세 버젼》 | 2012년 11월 29일 |
| 4         | 《Skit》                                | 2013년 11월 12일 |
| 5         | 《Wake Up》                             | 2013년 12월 30일 |
| 6         | 《왜 그렇게 사니》                      | 2014년 4월 1일   |
| 7         | 《특별해 (wGRBOY Ver.)》                | 2014년 8월 15일  |
| 8         | 《호구》                                | 2015년 12월 29일 |
| 9         | 《예쁘잖아》                            | 2016년 3월 17일  |
| 10        | 《술자리》                              | 2016년 11월 16일 |
| 11        | 《바보상자스타》                        | 2017년 11월 25일 |
| 12        | 《교통정리》                            | 2019년 5월 21일  |
| 13        | 《애기》                                | 2020년 4월 24일  |
| 14        | 《농담처럼》                            | 2020년 4월 29일  |
| 15        | 《DIE DIE》                             | 2021년 6월 4일   |

### 더블 싱글 앨범
| 앨범 번호 | 앨범 타이틀 | 발매일          |
| --------- | ----------- | --------------- |
| 1         | 《2곡》     | 2018년 3월 30일 |

### 참여곡
- 몬스타엑스 - 신속히(RUSH) 작곡
- 슬리피 - Body Lotion 프로듀싱
- LilBoi X Giriboy - 한잔해요
- 양홍원 - Better man (Feat. 크루셜스타) 작곡
- 한요한 - 니존재 (Feat. 스윙스, Kid Milli) 작곡
- 스윙스 - 양아치 (Feat. Black Nut & Giriboy)
- 팔드로 (8dro) - 22 (Twenty Two) (GiriBoy Remix)
- 빌스택스 - Better (Feat. Nafla) 프로듀싱

#### 2014년
- NS윤지 - 설렘주의 (Feat. Giriboy)
- 언터쳐블 - 길이 보여 (Feat. VASCO, Giriboy)
- 2LSON - 끝 (Feat. 조현아, Giriboy)
- VASCO X 샤넌 X Giriboy - 숨
- Swings - Gravity (Feat. Mad clown, Giriboy)
- Swings - 양아치 2014 (Feat. Black Nut & Giriboy)

#### 2015년
- NO.MERCY (노머시) Part 2 - 팔베개 (Pillow) (Feat. 기현)
- NO.MERCY (노머시) Part 3 - 0 (Young)
- 문샤인 - 글쎄...(Cliche)(Feat. Giriboy)
- Code Kunst - 나만의 룰 (Feat. Giriboy, ugly duck)
- 장현승 - 니가 처음이야 (Feat. Giriboy)
- 한요한 - Chic (Feat. Giriboy, 마수혜, 케이준)
- Brother Su - 아쉬워서 그렇지 (Feat. Giriboy)
- 씨스타 - 애처럼 굴지마 (Feat. Giriboy)
- 구하라 - 초코칩쿠키 (Feat. Giriboy)

#### 2016년
- XIA(준수) - OeO (feat. Giriboy)
- 박재범 - CHA CHA CYPHER (feat. G2, Giriboy, VASCO, Dayday, 서출구, DJ wegun)
- VASCO - Transurfer (feat. Giriboy)
- 서사무엘 - DO:OM (feat. Giriboy)
- 러비 - 캠퍼스 로망스 (feat. Giriboy)
- Big Pie - 오해마 (feat. Giriboy, 최엘비)
- 샵건 - Beep (feat. 크루셜스타) prod. Giriboy
- JERO - 비행기 (feat. Giriboy)
- 프롬 - 서로의 조각 (with Giriboy)
- 스윙스 - Indigo child Remix (feat. Giriboy)
- 긱스 - 가끔 (feat. Crush, Giriboy)
- 한요한 - 아이엠쏘리 (feat. 씨잼, Giriboy)
- 우주소녀 - ROBOT

#### 2017년
- 고등래퍼 지역대항전 Part 2 - Bunzi (번지)
- 한요한 - (Bonus Track) 달려 (Feat. 기리보이, BIIL STAX, 스윙스, 씨잼, 천재노창)
- 그루비룸 - Tell me (Feat. 기리보이, Sik-k)

#### 2018년
- OLNL (오르내림) - 어린왕자 (Feat. 기리보이)
- 스윙스 - Shit Is Real (Feat. The Quiett, 기리보이, Kid Mlli)
- NO:EL - 사람 같은 사람 (Feat. 기리보이)
- 도넛맨 - Science Love (Feat. 기리보이)
- THAMA - Like That (Feat. 기리보이)
- Spary - Set Me Free (Feat. Ugly duck, 기리보이, Kirin)
- 기리보이, 스윙스, NO:EL, Kid Mlli - Flex (Prod. 기리보이)
- NO:EL - 앵무새 (Feat. 한요한, 기리보이)
- 김승민 - Island (Feat. THAMA, 기리보이)
- 한요한 - Mood Maker (Feat. 창모, 저스디스, 기리보이)
- 오르내림 - 5871 (Prod. 기리보이)
- 오르내림 - 위조성적표 (Feat. 기리보이)
- 키드밀리 - Outro (Feat. 기리보이)

#### 2019년
- 재키와이, 영비, 오션검, 한요한 - 띵 (Prod. 기리보이)
- 최엘비 - 편의점KID (Feat. 기리보이)
- Cosmic Boy - About Time (Feat. 기리보이 & THAMA)
- 우원재 - 호불호 (Feat. 기리보이)
- 권영훈 - 생긴대로 살아 (Feat. 기리보이)
- 강현준 (Lil tachi), 김호진 (HOTCHKISS) - 눈 (Prod. 기리보이 (GIRIBOY)
- 권영훈 (TANG), 최진호 (Blue whale) - 갈매기의 꿈 (Prod. Minit, 기리보이)
- 최진호 (BlueWhale) - "내 맘대로" (Feat. 기리보이 & 펀치넬로)
- 헤이즈 - We Don`t Talk Together (Feat. 기리보이) (Prod. SUGA)
- 펜타곤 - 접근금지 (Prod. 기리보이, Minit)
- StrayKids(스트레이키즈) - Gone Days (편곡. 기리보이, Minit)

## 출연 작품

### 방송
- 2014년 Mnet 《쇼미더머니 3》 - 참가자
- 2014년~2015년 Mnet 《NO MERCY》 - 프로듀서
- 2017년 Mnet 《고등래퍼》 - 심사위원
- 2017년 JTBC 《믹스나인》 - 랩 트레이너
- 2018년 Mnet 《쇼미더머니 777》 - 프로듀서
- 2018년 KBS 《대국민 토크쇼 안녕하세요》 - 게스트
- 2019년 JTBC 《어썸피드》 - 특별 출연
- 2019년 Mnet 《니가 알던 내가 아냐》 - 게스트
- 2019년 Mnet 《고등래퍼 3》 - 심사위원
- 2019년 Mnet 《쇼미더머니 8》 - 프로듀서
- 2020년 MBC 《황금어장 라디오스타》 - 게스트
- 2020년 Mnet 《스튜디오 음악당》 - 게스트
- 2020년 Mnet 《good girl》2번째 퀘스트 대결상대
- 2020년 Mnet 《쇼미더머니 9》 - 프로듀서
- 2021년 KBS 《불후의 명곡》 - 게스트
- 2021년 Mnet 《쇼미더머니 10》 - 게스트
- 2022년 KBS 《아기싱어》 - 심사위원
- 2022년 채널A 《오은영의 금쪽상담소》 - 게스트
- 2022년 MBC 《전지적참견시점》 - 게스트
- 2023년 tvN• Mnet 《초대형 노래방 서바이벌 VS》 - 프로듀서

### 드라마
- 2022년 MBC 《금혼령, 조선 혼인 금지령》 - 정도석 역
- 2024년 Disney+ 《강남 비-사이드》 - 레몬 역

### CF
- 다노샵 귀리보이